# Stevan Hristić

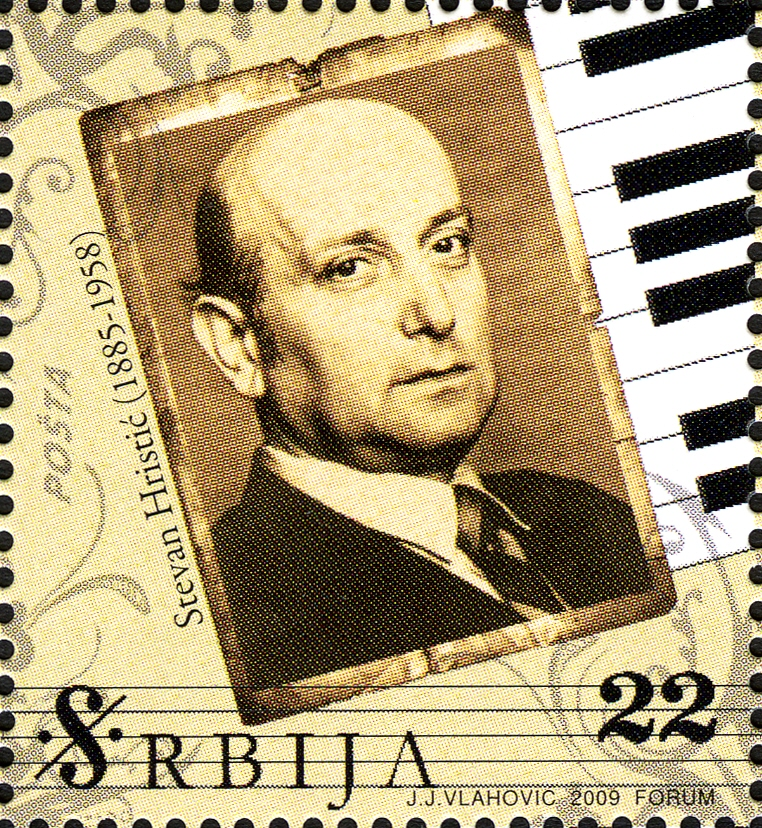
Briefmarke aus der Serie „Große Persönlichkeiten der serbischen klassischen Musik“

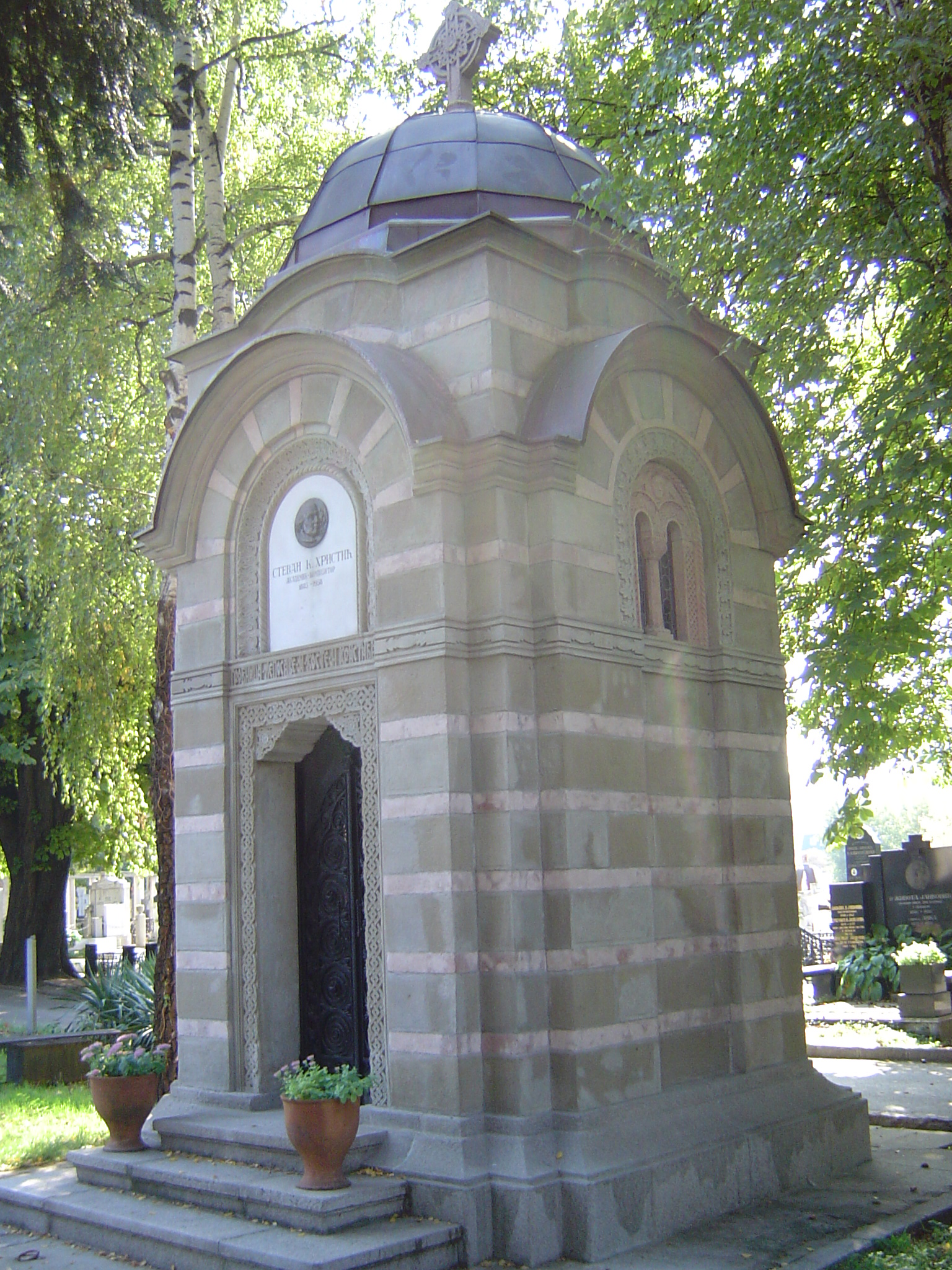
Grabmal

Stevan Hristić (serbisch-kyrillisch Стеван Христић; * 19. Juni 1885 in Belgrad; † 21. August 1958 ebenda) war ein serbischer Komponist.
Hristić studierte von 1904 bis 1908 in Leipzig Komposition bei Stephan Krehl und Dirigieren bei Arthur Nikisch und setzte seine Ausbildung in Rom, bei Alexander Dmitrijewitsch Kastalsky in Moskau und Paris fort. Von 1912 bis 1935 war er Kapellmeister, danach Direktor des Nationaltheaters in Belgrad. Hristić war Mitbegründer des Philharmonischen Orchesters Belgrad. Von 1947 bis 1950 unterrichtete er an der Musikakademie.
Er komponierte zwei Bühnenwerke, das Ballett Die Legende von Ohrid, eine sinfonische Dichtung, eine Orchestersuite, eine Rhapsodie für Klavier und Orchester, eine sinfonische Fantasie für Violine und Orchester, ein Oratorium, eine Kantate, Chöre, kirchenmusikalische Werke, Filmmusiken, Klavierwerke und Lieder.